# TREM2
La TREM2 (« triggering receptor expressed on myeloid cells 2 ») est une protéine membranaire codée par le gène TREM2 situé sur le chromosome 6 humain.

## Rôles
Elle joue le rôle de récepteur, associée à la protéine DAP12. Ses stimulateurs ne sont pas tous connues. L'un de ceux-ci serait la protéine de choc thermique Hsp60.
Elle favorise la phagocytose des bactéries par les macrophages, reconnaissant certains liposacharides de la paroi des germes.
Elle est également située sur la microglie au voisinage des neurones et intervient dans l'élimination des débris neuronaux.

## Maladies liées à une dysfonction ou à l'absence de la protéine TREM2
La maladie de Nasu-Hakola est une maladie génétique transmise sur le mode autosomique récessif, due aux mutations des gènes TYROBO et TREM2. Elle se manifeste par une atteinte neurologique, avec syndrome démentiel, et osseuse.
La leukoencephalopathie diffuse héréditaire avec sphéroïdes comporte une altération du complexe formé par les trois protéines TREM2, CSF1R, et TYROBP.
Une mutation particulière (R47H) du gène TREM2 multiplie presque par trois le risque de développer une maladie d'Alzheimer. D'autres allèles sont cependant concernées.